# Evergestis junctalis
Evergestis junctalis is een vlinder uit de familie van de grasmotten (Crambidae). De wetenschappelijke naam van de soort is voor het eerst gepubliceerd in 1892 door William Warren.
De soort komt voor in Japan.